# 関東大学ラグビー対抗戦グループ
関東大学ラグビー対抗戦グループ（かんとうだいがくラグビーたいこうせんグループ）とは、関東ラグビーフットボール協会 (以下、関東協会)が主催して開催する関東の大学生チームによるラグビーユニオンの対戦グループのことである。

## 概説
古くは関東協会の大学ラグビーも、関西協会や九州協会と同じように一つの統一された対戦グループで運営されていた。ただし、対戦方式は他の地域のように前年のチーム成績による総当たり戦ではなく、“シーズン毎に行なう事前のマネージャー会議で対戦相手を決め、試合日程（対戦相手や試合日）もその対戦校間の事情で決定される”という、現在では対抗戦方式と呼ばれる方式で行なわれていた。この方式は実質的には、伝統校間の対戦は毎年同じ日に開催される定期戦方式となり、対戦を希望する新興校が、申し込んだ相手校に理由のいかんを問わず対戦を断られ続ける限りは永久に対戦できないシステムであった。
加盟校が増えるにつれて、早稲田・明治・慶應などが主張する対抗戦方式に異を唱え前回成績に則した総当たり戦を主張するグループ（主に新興チーム）が生まれ、双方の間で感情的な対立がしだいに大きくなっていった。その後の紆余曲折の結果、総当たり戦を主張するグループが1968年にリーグ戦グループを立ち上げた。そこで、総当たり戦を行うグループと従来通りの対戦方式に従うグループとを区別するために、後者を対抗戦グループと呼ぶようになった。（対抗戦グループという競技連盟組織があるわけではなく、あくまで関東ラグビーフットボール協会に加盟の大学チームのなかで、対抗戦方式で試合を行なっているグループを便宜上そのように呼んでいる。）
順位については通常のリーグ戦と同じく勝ち星を争う形式ではあるものの、総当りではなかった。そのため各校の試合数にばらつきがあり、それが対抗戦の特徴ではあったが、常に不公平感がつきまとった。そこで1997年度から16チーム1組ではなく、リーグ戦グループと同様の総当たり戦と2部制（Aグループ・Bグループそれぞれ8チーム）を採用して入れ替え戦を実施するようになった。ただし、その運営方式の変更以後は新規の加入を凍結して現在に至っている。
上位グループ最多優勝は、早稲田大学の24回（同率優勝3回を含む）である。

## 所属校
（2024年度所属チーム） 

### Aグループ（1部相当）
帝京大学、明治大学、早稲田大学、慶應義塾大学、筑波大学、立教大学、青山学院大学、日本体育大学

### Bグループ（2部相当）
成蹊大学、明治学院大学、一橋大学、武蔵大学、東京大学、成城大学、上智大学、学習院大学

## 所属チームの紹介

### Aグループ所属チーム（2024年度）
- 帝京大学 - 2008年度に対抗戦で初優勝。2009年度には大学選手権で初優勝を成し遂げる。2011年度には史上2校目の大学選手権3連覇を達成。2012年度には史上初の大学選手権4連覇を果たし、以降2017年度まで大学選手権9連覇を達成した。2014年度の日本選手権ではトップリーグのNECを破った。ジャージは赤。
- 明治大学 - 「タテの明治、ヨコの早稲田」「FWの明治、BKの早稲田」といわれ、早稲田大学とは強いライバル関係にある。大学選手権はいずれも早大に次いで多い優勝13回・準優勝11回。日本選手権優勝1回。北島忠治監督の長期指導のもと「前へ」の精神で1970年代後半-1980年代前半・1990年代に黄金期を築き、その後も2019年決勝では22年ぶりの大学選手権優勝を果たした。ジャージは紫紺と白の横縞、通称「紫紺のジャージ」。
- 早稲田大学 -2002年に アディダス社とのスポンサー契約の締結により設備を充実させた（その後解消）。大学選手権は最多の16回優勝。決勝戦進出34回、13年連続決勝戦進出も大会記録である。大学勢では最多の日本選手権優勝4回を誇る。2005年度の日本選手権では、トップリーグのトヨタ自動車を破り、日本選手権で初めてトップリーグのチームを破る快挙を成し遂げた。臙脂と黒の横縞、通称「アカクロ」のジャージ。
- 慶應義塾大学 - 1899年創部で大学のみならず日本ラグビー界のルーツチームでもある。1985年度日本選手権優勝。1999年度、創部100周年に大学選手権優勝。ジャージは黒と黄色の横縞、通称「タイガージャージ」。
- 筑波大学 - 1924年創部。旧東京高等師範学校以来の伝統を持つ。大学選手権出場は19回。これは国立大学のラグビー部では最多出場である。2011年度には大学選手権ベスト4に初めて進出した。2012年度には同率ながら対抗戦で初優勝し、大学選手権では準優勝を記録した。2014年度も大学選手権では準優勝を記録した。ジャージは水色と白。
- 立教大学 - 1923年創部で、1928年から始まった関東五大学対抗戦に参加した古豪チーム。ジャージは濃紺。
- 青山学院大学 - 1923年創部。立教大を破って2011年度よりAグループに復帰。過去2回大学選手権に出場している。ジャージは黒と黄色。
- 日本体育大学 - 日本体育会体操練習所からの歴史を持つチーム。大学選手権で優勝2回、日本選手権優勝1回の実績を誇る。多くのラグビー指導者（大学院・大学・高校・中学校等体育・養護教員）を輩出している。スカイブルーと紺の横縞ジャージ。

### Bグループ所属チーム（2024年度現在）
- 成蹊大学 - 2007〜11年度・13年度・16〜19年度・23年度にAグループに所属していた。Aグループでの最高成績は2010年度の6位である。ジャージは黒と赤。
- 明治学院大学 - 1985年に対抗戦に加盟。2013年度初めてAグループ昇格を決めたが、1年でBグループに降格した。Bグループでは上位常連だが、Bグループ自体での優勝経験はない。ジャージは黄色と黒。
- 一橋大学 - 1922年に東京商科大学ラグビー部として創部。1933年度に法政大と共に関東五大学対抗戦に加入し、関東七大学対抗戦に発展した。2014年に入れ替え戦に出場したが敗れており、これまでAグループに昇格したことはない。ジャージは赤と黒。
- 武蔵大学 - 1958年創部。1997年度に対抗戦が2部制になって以来Bグループに所属。これまでAグループに所属したことはない。一時期はBグループで最下位になる年度が多かった。2017年度に入替戦を初めて経験するものの、敗れて昇格ならず。ダークグリーンがチームカラー。
- 東京大学 - 1921年に東京帝国大学ラグビー部として創部。1928年から始まった関東五大学対抗戦に参加した古豪チーム。1997〜2002年度までAグループに所属していた。Aグループでの最高成績は2000年度の6位である。ジャージは緑と黒の横縞に黄色の細いストライプ、「スイカ」の通称で知られている。
- 成城大学 - 1928年創部。1990年代に何度か好成績を残し対抗戦を定期戦からA・Bグループに移行する決定的な状況を作った。2001年までBグループで3回優勝しているが、Aグループに昇格したことはない。2008年に2位となって7年ぶりに入替戦に出場したのを最後に不振が続き、近年は最下位が多い。ジャージは緑青と黒。
- 上智大学 - 1954年創部。これまでBグループで優勝1回、入れ替え戦を3回経験しているがAグループに所属したことはない。ジャージは臙脂に黄色のライン。
- 学習院大学 - 1928年創部。入れ替え戦を5回経験しているが、これまでAグループに昇格したことはない。ジャージは白と紺。

## かつて所属していたチーム
- 国士舘大学（1966年）- 2021年現在、リーグ戦グループの2部リーグに在籍する。
- 専修大学（1957年～1966年）- 2022年、リーグ戦グループの2部リーグに在籍する。
- 中央大学（1949年～1966年）- 対抗戦グループ在籍中に2回優勝を果たした。2022年、リーグ戦グループの2部リーグに在籍する。
- 東洋大学（1966年）- 2022年、リーグ戦グループの1部リーグに在籍する。
- 日本大学（1941年、1946年～1966年）- 対抗戦グループ在籍中に2回優勝を果たした。2021年現在、リーグ戦グループの1部リーグに在籍する。
- 法政大学（1933年～1942年、1948年、1951年～1966年）- 対抗戦グループ在籍中に4回優勝を果たした。2021年現在、リーグ戦グループの1部リーグに在籍する。
- 防衛大学校（1958年～1966年）- 2021年現在、リーグ戦グループの3部リーグに在籍する。

## 優勝回数

### Aグループ
1. 早稲田大学：24回（3回）
2. 明治大学：18回（4回）
3. 帝京大学：12回（3回）
4. 日本体育大学：5回
5. 慶應義塾大学：4回
6. 筑波大学：1回（1回）
※2024年度終了時点
※1967年に関東大学ラグビー対抗戦と関東大学ラグビーリーグ戦 の2リーグに分かれた後の成績（括弧の回数は同率優勝）

## 歴代順位表
※判明分のみを記述。ボールド体は大学選手権出場。対抗戦には本来は優勝も含めて順位は存在しないが、上位大会への出場権決定の都合で便宜的な順列を決める為、一般的にはこれを順位と称する。
なお、1997年の総当たり戦実施までは、対戦校も対戦数もチームによりばらつきがあるため、『前年度上位8位校との対戦が6校以上ある事』が順位がつく条件で、その条件を満たしているチームの中で負け数がより少ない方が上位という決定方法を採っていて、対戦校はシーズン毎に行なう事前のマネージャー会議での調整で決定していた。（1966年以前の順位は資料不足により不明。）
| 回 | 年度   | 優勝                   | 2位                            | 3位                            | 4位                            | 5位                          | 6位                      | 7位                          | 8位                          | 9位                          | 10位   |
| -- | ------ | ---------------------- | ------------------------------ | ------------------------------ | ------------------------------ | ---------------------------- | ------------------------ | ---------------------------- | ---------------------------- | ---------------------------- | ------ |
| 1  | 1928   | 慶應義塾大             | 明治大                         | 早稲田大 東京帝国大 立教大     | 早稲田大 東京帝国大 立教大     | 早稲田大 東京帝国大 立教大   |                          |                              |                              |                              |        |
| 2  | 1929   | 立教大                 | 明治大                         | 慶應義塾大                     | 早稲田大                       | 東京帝国大                   |                          |                              |                              |                              |        |
| 3  | 1930   | 慶應義塾大             | 明治大                         | 早稲田大                       | 立教大                         | 東京帝国大                   |                          |                              |                              |                              |        |
| 4  | 1931   | 明治大                 | 早稲田大                       | 慶應義塾大                     | 東京帝国大                     | 立教大                       |                          |                              |                              |                              |        |
| 5  | 1932   | 早稲田大               | 明治大                         | 慶應義塾大                     | 立教大                         | 東京帝国大                   |                          |                              |                              |                              |        |
| 6  | 1933   | 早稲田大               | 明治大                         | 慶應義塾大                     | 立教大                         | 法政大                       | 東京帝国大               | 東京商科大                   |                              |                              |        |
| 7  | 1934   | 明治大                 | 早稲田大                       | 慶應義塾大                     | 法政大                         | 東京帝国大                   | 東京商科大               | 立教大                       |                              |                              |        |
| 8  | 1935   | 明治大                 | 早稲田大                       | 慶應義塾大                     | 立教大                         | 法政大                       | 東京帝国大 東京商科大    | 東京帝国大 東京商科大        |                              |                              |        |
| 9  | 1936   | 早稲田大               | 明治大                         | 慶應義塾大                     | 立教大                         | 法政大                       | 東京商科大               | 東京帝国大                   |                              |                              |        |
| 10 | 1937   | 早稲田大               | 明治大                         | 立教大                         | 慶應義塾大                     | 東京帝国大                   | 東京商科大               | 法政大                       |                              |                              |        |
| 11 | 1938   | 明治大                 | 東京帝国大 早稲田大 慶應義塾大 | 東京帝国大 早稲田大 慶應義塾大 | 東京帝国大 早稲田大 慶應義塾大 | 立教大                       | 法政大                   | 東京商科大                   |                              |                              |        |
| 12 | 1939   | 明治大                 | 早稲田大                       | 慶應義塾大 東京帝国大 立教大   | 慶應義塾大 東京帝国大 立教大   | 慶應義塾大 東京帝国大 立教大 | 法政大                   | 東京商科大                   |                              |                              |        |
| 13 | 1940   | 明治大                 | 早稲田大                       | 慶應義塾大                     | 立教大                         | 東京帝国大                   | 法政大                   | 東京商科大                   |                              |                              |        |
| 14 | 1941   | 早稲田大               | 明治大                         | 慶應義塾大                     | 立教大                         | 東京帝国大 日本大            | 東京帝国大 日本大        | 法政大                       |                              |                              |        |
| 15 | 1942前 | 早稲田大               | 慶應義塾大                     | 明治大                         | 東京帝国大 立教大              | 東京帝国大 立教大            | 東京商科大               | 法政大                       |                              |                              |        |
| 16 | 1942後 | 慶應義塾大             | 明治大                         | 早稲田大                       | 東京帝国大                     | 立教大                       | 法政大                   |                              |                              |                              |        |
| 17 | 1946   | 明治大                 | 東京帝国大                     | 慶應義塾大                     | 早稲田大                       | 立教大                       | 日本大                   |                              |                              |                              |        |
| 18 | 1947   | 明治大                 | 早稲田大                       | 立教大                         | 慶應義塾大 日本大              | 慶應義塾大 日本大            | 東京文理科大             | 東京大                       |                              |                              |        |
| 19 | 1948   | 早稲田大               | 明治大                         | 慶應義塾大                     | 東京文理科大                   | 日本大                       | 立教大                   | 東京大                       | 法政大                       |                              |        |
| 20 | 1949   | 明治大                 | 早稲田大                       | 東京教育大                     | 慶應義塾大                     | 中央大                       | 日本大                   | 立教大                       | 東京大                       |                              |        |
| 21 | 1950   | 早稲田大               | 慶應義塾大                     | 明治大                         | 中央大                         | 東京教育大                   | 日本大                   | 立教大                       | 東京大                       |                              |        |
| 22 | 1951   | 明治大                 | 早稲田大                       | 慶應義塾大                     | 東京教育大                     | 中央大                       | 立教大                   | 日本大                       | 法政大                       | 東京大                       |        |
| 23 | 1952   | 早稲田大               | 明治大                         | 慶應義塾大                     | 中央大                         | 日本大                       | 立教大                   | 東京教育大                   | 東京大                       | 法政大                       |        |
| 24 | 1953   | 早稲田大               | 明治大                         | 中央大                         | 日本大                         | 慶應義塾大                   | 立教大                   | 東京教育大                   | 法政大                       | 東京大                       |        |
| 25 | 1954   | 明治大                 | 日本大                         | 早稲田大                       | 慶應義塾大                     | 中央大                       | 東京教育大 立教大 法政大 | 東京教育大 立教大 法政大     | 東京教育大 立教大 法政大     | 青山学院大                   | 東京大 |
| 26 | 1955   | 慶應義塾大 日本大      | 慶應義塾大 日本大              | 明治大                         | 立教大                         | 中央大                       | 早稲田大                 | 東京教育大 青山学院大 法政大 | 東京教育大 青山学院大 法政大 | 東京教育大 青山学院大 法政大 | 東京大 |
| 27 | 1956   | 早稲田大 明治大 中央大 | 早稲田大 明治大 中央大         | 早稲田大 明治大 中央大         | 日本大 慶應義塾大              | 日本大 慶應義塾大            | 法政大                   | 青山学院大                   | 東京教育大                   | 立教大                       | 東京大 |

| 回 | 年度 | 年度 | 優勝       | 2位                          | 3位                          | 4位                          | 5位                      | 6位        | 7位        | 8位        | 9位        | 10位   | 11位   | 12位   | 13位       | 14位   |
| -- | ---- | ---- | ---------- | ---------------------------- | ---------------------------- | ---------------------------- | ------------------------ | ---------- | ---------- | ---------- | ---------- | ------ | ------ | ------ | ---------- | ------ |
| 28 | 1957 | A    | 慶應義塾大 | 早稲田大                     | 明治大                       | 中央大                       | 立教大                   | 日本大     |            |            |            |        |        |        |            |        |
| 28 | 1957 | B    | 法政大     | 青山学院大                   | 東京教育大                   | 成蹊大                       | 専修大                   | 東京大     |            |            |            |        |        |        |            |        |
| 29 | 1958 | A    | 早稲田大   | 慶應義塾大                   | 明治大                       | 法政大                       | 立教大                   | 中央大     | 青山学院大 |            |            |        |        |        |            |        |
| 29 | 1958 | B    | 日本大     | 日本体育大                   | 成蹊大                       | 東京教育大                   | 専修大                   | 防衛大     | 東京大     |            |            |        |        |        |            |        |
| 30 | 1959 | A    | 法政大     | 明治大                       | 日本大                       | 早稲田大                     | 慶應義塾大               | 立教大     | 中央大     |            |            |        |        |        |            |        |
| 30 | 1959 | B    | 日本体育大 | 東京教育大                   | 防衛大 青山学院大 東京大     | 防衛大 青山学院大 東京大     | 防衛大 青山学院大 東京大 | 専修大     | 成蹊大     |            |            |        |        |        |            |        |
| 31 | 1960 | A    | 日本大     | 法政大                       | 明治大                       | 日本体育大                   | 早稲田大                 | 立教大     | 慶應義塾大 |            |            |        |        |        |            |        |
| 31 | 1960 | B    | 中央大     | 東京教育大 青山学院大 成蹊大 | 東京教育大 青山学院大 成蹊大 | 東京教育大 青山学院大 成蹊大 | 専修大                   | 東京大     | 防衛大     |            |            |        |        |        |            |        |
| 32 | 1961 | A    | 明治大     | 法政大                       | 日本大                       | 中央大                       | 日本体育大               | 立教大     | 早稲田大   |            |            |        |        |        |            |        |
| 32 | 1961 | B    | 慶應義塾大 | 専修大                       | 東京教育大                   | 青山学院大                   | 東京大                   | 防衛大     | 成蹊大     |            |            |        |        |        |            |        |
| 33 | 1962 | A    | 明治大     | 法政大                       | 日本体育大                   | 中央大                       | 慶應義塾大               | 立教大     | 日本大     |            |            |        |        |        |            |        |
| 33 | 1962 | B    | 早稲田大   | 防衛大                       | 成蹊大                       | 専修大                       | 東京大                   | 青山学院大 | 東京教育大 |            |            |        |        |        |            |        |
| 34 | 1963 | 1963 | 法政大     | 早稲田大                     | 日本大                       | 日本体育大                   | 立教大                   | 慶應義塾大 | 中央大     | 明治大     | 東京教育大 | 専修大 | 防衛大 | 成蹊大 | 青山学院大 | 東京大 |
| 35 | 1964 | A    | 法政大     | 中央大 日本体育大            | 中央大 日本体育大            | 成蹊大                       | 東京教育大               | 防衛大     | 青山学院大 |            |            |        |        |        |            |        |
| 35 | 1964 | B    | 早稲田大   | 日本大                       | 慶應義塾大 立教大            | 慶應義塾大 立教大            | 明治大                   | 専修大     | 東京大     |            |            |        |        |        |            |        |
| 36 | 1965 | A    | 早稲田大   | 青山学院大                   | 日本体育大                   | 慶應義塾大                   | 立教大                   | 明治大     | 東京大     |            |            |        |        |        |            |        |
| 36 | 1965 | B    | 法政大     | 中央大                       | 日本大                       | 東京教育大                   | 防衛大                   | 専修大     | 成蹊大     |            |            |        |        |        |            |        |
| 37 | 1966 | A    | 日本体育大 | 早稲田大                     | 慶應義塾大                   | 東京大                       | 明治大                   | 東京教育大 | 立教大     | 青山学院大 |            |        |        |        |            |        |
| 37 | 1966 | B    | 法政大     | 日本大                       | 専修大                       | 中央大                       | 東洋大                   | 防衛大     | 国士舘大   | 成蹊大     |            |        |        |        |            |        |

| 回 | 年度 | 優勝            | 2位             | 3位                              | 4位                              | 5位                              | 6位                          | 7位                          | 8位                          | 9位                  | 10位                 | 11位                 | 12位          | 13位                   | 14位                   | 15位                   | 16位   |
| -- | ---- | --------------- | --------------- | -------------------------------- | -------------------------------- | -------------------------------- | ---------------------------- | ---------------------------- | ---------------------------- | -------------------- | -------------------- | -------------------- | ------------- | ---------------------- | ---------------------- | ---------------------- | ------ |
| 38 | 1967 | 早稲田大        | 慶應義塾大      | 日本体育大                       | 明治大                           | 立教大                           | 東京教育大 東京大 成蹊大     | 東京教育大 東京大 成蹊大     | 東京教育大 東京大 成蹊大     | 成城大               | 青山学院大           |                      |               |                        |                        |                        |        |
| 39 | 1968 | 早稲田大        | 日本体育大      | 明治大                           | 慶應義塾大                       | 立教大                           | 成城大                       | 東京教育大                   | 青山学院大                   | 成蹊大               | 東京大               |                      |               |                        |                        |                        |        |
| 40 | 1969 | 日本体育大      | 早稲田大        | 慶應義塾大                       | 明治大                           | 成蹊大                           | 東京教育大 青山学院大 東京大 | 東京教育大 青山学院大 東京大 | 東京教育大 青山学院大 東京大 | 立教大               | 成城大               |                      |               |                        |                        |                        |        |
| 41 | 1970 | 早稲田大        | 日本体育大      | 明治大                           | 慶應義塾大                       | 東京教育大                       | 成蹊大 立教大                | 成蹊大 立教大                | 東京大                       | 青山学院大           | 成城大               |                      |               |                        |                        |                        |        |
| 42 | 1971 | 早稲田大        | 日本体育大      | 明治大                           | 慶應義塾大                       | 成蹊大                           | 東京教育大                   | 青山学院大                   | 立教大                       | 成城大               | 東京大               |                      |               |                        |                        |                        |        |
| 43 | 1972 | 早稲田大        | 明治大          | 慶應義塾大                       | 日本体育大                       | 青山学院大                       | 東京教育大                   | 成蹊大                       | 立教大                       | 東京大               | 成城大               |                      |               |                        |                        |                        |        |
| 44 | 1973 | 早稲田大        | 明治大          | 慶應義塾大                       | 青山学院大                       | 日本体育大                       | 成蹊大                       | 立教大                       | 東京教育大                   | 東京大               | 学習院大             | 成城大               |               |                        |                        |                        |        |
| 45 | 1974 | 早稲田大        | 慶應義塾大      | 日本体育大                       | 明治大                           | 成蹊大                           | 青山学院大                   | 筑波大 東京大                | 筑波大 東京大                | 立教大               | 学習院大             | 成城大               |               |                        |                        |                        |        |
| 46 | 1975 | 早稲田大 明治大 | 早稲田大 明治大 | 日本体育大 慶應義塾大 青山学院大 | 日本体育大 慶應義塾大 青山学院大 | 日本体育大 慶應義塾大 青山学院大 | 筑波大                       | 成蹊大                       | 立教大                       | 東京大               | 学習院大             | 成城大               |               |                        |                        |                        |        |
| 47 | 1976 | 早稲田大        | 明治大          | 慶應義塾大                       | 筑波大                           | 日本体育大                       | 青山学院大                   | 立教大                       | 成蹊大                       | 学習院大             | 東京大               | 成城大               |               |                        |                        |                        |        |
| 48 | 1977 | 明治大          | 慶應義塾大      | 早稲田大                         | 日本体育大                       | 青山学院大                       | 筑波大                       | 帝京大                       | 成蹊大                       | 学習院大             | 立教大               | 東京大               | 成城大        |                        |                        |                        |        |
| 49 | 1978 | 日本体育大      | 明治大          | 慶應義塾大                       | 筑波大                           | 早稲田大                         | 青山学院大                   | 帝京大                       | 立教大                       | 東京大               | 成城大               | 成蹊大               | 学習院大      |                        |                        |                        |        |
| 50 | 1979 | 明治大          | 早稲田大        | 日本体育大                       | 筑波大                           | 慶應義塾大                       | 帝京大                       | 青山学院大                   | 東京大                       | 学習院大             | 立教大 成蹊大        | 立教大 成蹊大        | 成城大        |                        |                        |                        |        |
| 51 | 1980 | 慶應義塾大      | 明治大          | 早稲田大                         | 日本体育大                       | 筑波大                           | 青山学院大                   | 学習院大                     | 帝京大                       | 東京大 成蹊大 立教大 | 東京大 成蹊大 立教大 | 東京大 成蹊大 立教大 | 成城大        |                        |                        |                        |        |
| 52 | 1981 | 早稲田大        | 明治大          | 日本体育大                       | 慶應義塾大 筑波大                | 慶應義塾大 筑波大                | 帝京大                       | 成蹊大                       | 青山学院大                   | 学習院大             | 東京大               | 立教大               | 成城大        |                        |                        |                        |        |
| 53 | 1982 | 早稲田大        | 慶應義塾大      | 明治大                           | 日本体育大                       | 筑波大                           | 帝京大                       | 青山学院大                   | 東京大 成蹊大                | 東京大 成蹊大        | 立教大               | 学習院大             | 上智大        | 成城大                 |                        |                        |        |
| 54 | 1983 | 日本体育大      | 明治大          | 慶應義塾大                       | 帝京大                           | 早稲田大                         | 筑波大                       | 青山学院大                   | 立教大                       | 学習院大             | 成蹊大               | 東京大               | 成城大        | 上智大                 |                        |                        |        |
| 55 | 1984 | 慶應義塾大      | 早稲田大        | 日本体育大                       | 帝京大                           | 明治大                           | 筑波大                       | 青山学院大                   | 成蹊大                       | 立教大               | 成城大               | 学習院大             | 東京大        | 上智大                 |                        |                        |        |
| 56 | 1985 | 明治大          | 早稲田大        | 日本体育大                       | 慶應義塾大                       | 青山学院大                       | 筑波大                       | 帝京大                       | 成蹊大                       | 立教大               | 学習院大             | 東京大               | 成城大        | 一橋大                 | 明治学院大             | 上智大                 |        |
| 57 | 1986 | 明治大          | 早稲田大        | 筑波大                           | 日本体育大                       | 慶應義塾大                       | 青山学院大                   | 帝京大 東京大                | 帝京大 東京大                | 成蹊大               | 学習院大             | 成城大               | 一橋大        | 立教大                 | 武蔵大                 | 明治学院大             | 上智大 |
| 58 | 1987 | 早稲田大        | 筑波大          | 明治大                           | 日本体育大                       | 青山学院大                       | 東京大                       | 慶應義塾大 帝京大            | 慶應義塾大 帝京大            | 成城大 明治学院大    | 成城大 明治学院大    | 学習院大             | 成蹊大        | 武蔵大                 | 上智大                 | 一橋大                 | 立教大 |
| 59 | 1988 | 明治大          | 日本体育大      | 早稲田大                         | 筑波大                           | 青山学院大                       | 慶應義塾大 帝京大            | 慶應義塾大 帝京大            | 東京大 学習院大              | 東京大 学習院大      | 成蹊大               | 成城大               | 立教大        | 明治学院大             | 上智大                 | 一橋大                 | 武蔵大 |
| 60 | 1989 | 日本体育大      | 早稲田大        | 慶應義塾大                       | 明治大                           | 筑波大 青山学院大 帝京大         | 筑波大 青山学院大 帝京大     | 筑波大 青山学院大 帝京大     | 東京大                       | 明治学院大           | 不明                 | 立教大               | 学習院大      | 不明                   | 上智大                 | 武蔵大                 | 一橋大 |
| 61 | 1990 | 早稲田大        | 明治大          | 青山学院大                       | 帝京大                           | 筑波大                           | 慶應義塾大                   | 日本体育大 東京大            | 日本体育大 東京大            | 明治学院大           | 上智大               | 成城大               | 成蹊大        | 武蔵大                 | 立教大                 | 学習院大               | 一橋大 |
| 62 | 1991 | 明治大          | 早稲田大        | 日本体育大                       | 慶應義塾大                       | 帝京大 筑波大 青山学院大         | 帝京大 筑波大 青山学院大     | 帝京大 筑波大 青山学院大     | 成城大                       | 明治学院大           | 上智大               | 学習院大             | 立教大        | 成蹊大                 | 武蔵大                 | 一橋大                 | 東京大 |
| 63 | 1992 | 明治大          | 早稲田大        | 日本体育大                       | 筑波大                           | 青山学院大                       | 帝京大                       | 東京大                       | 慶應義塾大                   | 立教大               | 上智大               | 成城大               | 学習院大      | 明治学院大             | 成蹊大                 | 武蔵大                 | 一橋大 |
| 64 | 1993 | 明治大          | 早稲田大        | 日本体育大                       | 青山学院大                       | 筑波大                           | 帝京大                       | 慶應義塾大                   | 東京大                       | 成城大               | 上智大               | 明治学院大           | 学習院大      | 立教大                 | 成蹊大                 | 一橋大                 | 武蔵大 |
| 65 | 1994 | 明治大          | 早稲田大        | 日本体育大                       | 筑波大                           | 青山学院大                       | 帝京大                       | 慶應義塾大                   | 東京大                       | 成城大               | 明治学院大           | 立教大 成蹊大        | 立教大 成蹊大 | 上智大 学習院大 武蔵大 | 上智大 学習院大 武蔵大 | 上智大 学習院大 武蔵大 | 一橋大 |
| 66 | 1995 | 日本体育大      | 明治大          | 早稲田大                         | 帝京大                           | 筑波大                           | 青山学院大                   | 慶應義塾大                   | 立教大                       | 成蹊大               | 東京大               | 武蔵大               | 成城大        | 学習院大               | 明治学院大             | 上智大                 | 一橋大 |
| 67 | 1996 | 明治大          | 早稲田大        | 帝京大                           | 日本体育大                       | 筑波大                           | 慶應義塾大                   | 青山学院大                   | 東京大                       | 立教大               | 成城大               | 成蹊大               | 上智大        | 明治学院大             | 学習院大               | 武蔵大                 | 一橋大 |

### Aグループ
| 回 | 年度 | 優勝       | 2位        | 3位        | 4位        | 5位        | 6位          | 7位        | 8位        |
| -- | ---- | ---------- | ---------- | ---------- | ---------- | ---------- | ------------ | ---------- | ---------- |
| 68 | 1997 | 明治大     | 早稲田大   | 帝京大     | 筑波大     | 日本体育大 | 青山学院大   | 慶應義塾大 | 東京大     |
| 69 | 1998 | 明治大     | 慶應義塾大 | 早稲田大   | 筑波大     | 日本体育大 | 青山学院大   | 東京大     |            |
| 70 | 1999 | 慶應義塾大 | 帝京大     | 明治大     | 早稲田大   | 日本体育大 | 筑波大       | 青山学院大 | 東京大     |
| 71 | 2000 | 慶應義塾大 | 明治大     | 早稲田大   | 帝京大     | 筑波大     | 東京大       | 日本体育大 | 青山学院大 |
| 72 | 2001 | 早稲田大   | 慶應義塾大 | 明治大     | 帝京大     | 日本体育大 | 筑波大       | 青山学院大 | 東京大     |
| 73 | 2002 | 早稲田大   | 慶應義塾大 | 明治大     | 帝京大     | 筑波大     | 日本体育大   | 青山学院大 | 東京大     |
| 74 | 2003 | 早稲田大   | 帝京大     | 筑波大     | 明治大     | 慶應義塾大 | 日本体育大   | 青山学院大 | 立教大     |
| 75 | 2004 | 早稲田大   | 慶應義塾大 | 明治大     | 帝京大     | 筑波大     | 日本体育大   | 立教大     | 青山学院大 |
| 76 | 2005 | 早稲田大   | 帝京大     | 慶應義塾大 | 明治大     | 日本体育大 | 筑波大       | 立教大     | 青山学院大 |
| 77 | 2006 | 早稲田大   | 明治大     | 慶應義塾大 | 帝京大     | 日本体育大 | 筑波大       | 青山学院大 | 立教大     |
| 78 | 2007 | 早稲田大   | 明治大     | 慶應義塾大 | 帝京大     | 筑波大     | 日本体育大   | 成蹊大     | 青山学院大 |
| 79 | 2008 | 帝京大     | 早稲田大   | 日本体育大 | 慶應義塾大 | 筑波大     | 明治大       | 成蹊大     | 立教大     |
| 80 | 2009 | 早稲田大   | 慶應義塾大 | 筑波大     | 帝京大     | 明治大     | 日本体育大   | 成蹊大     | 立教大     |
| 81 | 2010 | 早稲田大   | 慶應義塾大 | 明治大     | 帝京大     | 筑波大     | 成蹊大       | 日本体育大 | 立教大     |
| 82 | 2011 | 帝京大     | 早稲田大   | 明治大     | 筑波大     | 慶應義塾大 | 青山学院大   | 日本体育大 | 成蹊大     |
| 83 | 2012 | 筑波大     | 帝京大     | 明治大     | 早稲田大   | 慶應義塾大 | 日本体育大   | 青山学院大 | 立教大     |
| 84 | 2013 | 帝京大     | 早稲田大   | 慶應義塾大 | 筑波大     | 明治大     | 青山学院大   | 成蹊大     | 日本体育大 |
| 85 | 2014 | 帝京大     | 早稲田大   | 明治大     | 慶應義塾大 | 筑波大     | 青山学院大   | 立教大     | 明治学院大 |
| 86 | 2015 | 帝京大     | 明治大     | 筑波大     | 早稲田大   | 慶應義塾大 | 青山学院大   | 日本体育大 | 立教大     |
| 87 | 2016 | 帝京大     | 早稲田大   | 明治大     | 慶應義塾大 | 筑波大     | 青山学院大   | 日本体育大 | 成蹊大     |
| 88 | 2017 | 帝京大     | 明治大     | 慶應義塾大 | 早稲田大   | 筑波大     | 日本体育大   | 青山学院大 | 成蹊大     |
| 89 | 2018 | 帝京大     | 早稲田大   | 慶應義塾大 | 明治大     | 筑波大     | 青山学院大   | 日本体育大 | 成蹊大     |
| 90 | 2019 | 明治大     | 早稲田大   | 帝京大     | 筑波大     | 日本体育大 | 慶應義塾大   | 青山学院大 | 成蹊大     |
| 91 | 2020 | 明治大     | 早稲田大   | 慶應義塾大 | 帝京大     | 筑波大     | 日本体育大学 | 立教大     | 青山学院大 |
| 92 | 2021 | 帝京大     | 早稲田大   | 明治大     | 慶應義塾大 | 日本体育大 | 筑波大       | 青山学院大 | 立教大     |
| 93 | 2022 | 帝京大     | 明治大     | 早稲田大   | 慶應義塾大 | 筑波大     | 立教大       | 青山学院大 | 日本体育大 |
| 94 | 2023 | 帝京大     | 明治大     | 早稲田大   | 筑波大     | 慶應義塾大 | 立教大       | 青山学院大 | 成蹊大     |
| 92 | 2024 | 早稲田大   | 帝京大     | 明治大     | 慶應義塾大 | 青山学院大 | 筑波大       | 立教大     | 日本体育大 |

### Bグループ
| 年度 | 優勝       | 2位        | 3位        | 4位      | 5位        | 6位        | 7位        | 8位        |
| ---- | ---------- | ---------- | ---------- | -------- | ---------- | ---------- | ---------- | ---------- |
| 1997 | 成城大     | 立教大     | 成蹊大     | 一橋大   | 上智大     | 武蔵大     | 明治学院大 | 学習院大   |
| 1998 | 成城大     | 立教大     | 成蹊大     | 一橋大   | 上智大     | 武蔵大     | 明治学院大 | 学習院大   |
| 1999 | 立教大     | 成蹊大     | 成城大     | 学習院大 | 明治学院大 | 一橋大     | 上智大     | 武蔵大     |
| 2000 | 上智大     | 立教大     | 成城大     | 成蹊大   | 一橋大     | 武蔵大     | 学習院大   | 明治学院大 |
| 2001 | 成城大     | 成蹊大     | 上智大     | 一橋大   | 学習院大   | 明治学院大 | 武蔵大     | 立教大     |
| 2002 | 立教大     | 上智大     | 成蹊大     | 一橋大   | 成城大     | 学習院大   | 武蔵大     | 明治学院大 |
| 2003 | 成蹊大     | 上智大     | 明治学院大 | 一橋大   | 学習院大   | 成城大     | 東京大     | 武蔵大     |
| 2004 | 成蹊大     | 学習院大   | 東京大     | 一橋大   | 成城大     | 明治学院大 | 上智大     | 武蔵大     |
| 2005 | 成蹊大     | 学習院大   | 明治学院大 | 東京大   | 成城大     | 上智大     | 一橋大     | 武蔵大     |
| 2006 | 成蹊大     | 学習院大   | 武蔵大     | 成城大   | 東京大     | 一橋大     | 明治学院大 | 上智大     |
| 2007 | 立教大     | 学習院大   | 成城大     | 東京大   | 武蔵大     | 明治学院大 | 一橋大     | 上智大     |
| 2008 | 青山学院大 | 成城大     | 明治学院大 | 東京大   | 学習院大   | 上智大     | 一橋大     | 武蔵大     |
| 2009 | 青山学院大 | 明治学院大 | 成城大     | 一橋大   | 上智大     | 学習院大   | 東京大     | 武蔵大     |
| 2010 | 青山学院大 | 明治学院大 | 成城大     | 学習院大 | 東京大     | 一橋大     | 上智大     | 武蔵大     |
| 2011 | 立教大     | 学習院大   | 明治学院大 | 東京大   | 一橋大     | 上智大     | 武蔵大     | 成城大     |
| 2012 | 成蹊大     | 明治学院大 | 学習院大   | 成城大   | 武蔵大     | 東京大     | 一橋大     | 上智大     |
| 2013 | 立教大     | 明治学院大 | 学習院大   | 東京大   | 一橋大     | 武蔵大     | 上智大     | 成城大     |
| 2014 | 日本体育大 | 一橋大     | 成蹊大     | 東京大   | 成城大     | 学習院大   | 上智大     | 武蔵大     |
| 2015 | 成蹊大     | 明治学院大 | 成城大     | 一橋大   | 武蔵大     | 東京大     | 学習院大   | 上智大     |
| 2016 | 立教大     | 明治学院大 | 武蔵大     | 一橋大   | 東京大     | 成城大     | 上智大     | 学習院大   |
| 2017 | 立教大     | 武蔵大     | 明治学院大 | 一橋大   | 東京大     | 成城大     | 上智大     | 学習院大   |
| 2018 | 立教大     | 明治学院大 | 東京大     | 一橋大   | 学習院大   | 上智大     | 武蔵大     | 成城大     |
| 2019 | 立教大     | 明治学院大 | 学習院大   | 上智大   | 武蔵大     | 東京大     | 一橋大     | 成城大     |
| 2020 | 成蹊大     | 明治学院大 | 上智大     | 一橋大   | 成城大     | 東京大     | 学習院大   | 武蔵大     |
| 2021 | 成蹊大     | 明治学院大 | 学習院大   | 東京大   | 上智大     | 武蔵大     | 一橋大     | 成城大     |
| 2022 | 成蹊大     | 明治学院大 | 東京大     | 武蔵大   | 一橋大     | 上智大     | 学習院大   | 成城大     |
| 2023 | 日本体育大 | 明治学院大 | 武蔵大     | 東京大   | 一橋大     | 上智大     | 学習院大   | 成城大     |
| 2024 | 成蹊大     | 明治学院大 | 武蔵大     | 東京大   | 上智大     | 成城大     | 一橋大     | 学習院大   |

- 1967年から正式に総当たり戦（リーグ戦）グループ校と2グループに分かれた。ただし、代表決定戦は未実施で、双方のグループの上位2校が大学選手権に出場。
- 1968年からリーグ戦の上位4校とのたすきがけで代表決定戦（交流試合）が開始
- 1975年は早稲田と明治は同率1位、日体大は引き分け抽選の結果
- 1978年に4位の筑波は、茨城県議会議員選挙で部員が買収されていたことが判明し、交流試合出場を辞退。代わって5位の早稲田が繰り上げ出場
- 1982年の日体大の出場は引き分け抽選の結果
- 1989年の明治の出場は引き分け抽選の結果
- 1990年の早稲田と明治は同率1位
- 1993年に大学選手権出場校が16校に拡大され、交流試合は廃止された。以降、5位校は他地区との関東第5代表決定戦に出場
- 1996年の11位以下は順位条件（前年上位8位以上との対戦が6以上あること）を満たしていない為順位無し
- 1997年からA・Bに分かれ、A8位とB1位が入れ替え戦を行う方式になった。リーグ戦5位校との関東第5代表決定戦が隔年に変更され、同年は無条件で大学選手権に出場した。
- 1998年の帝京は不祥事に因り入れ替え戦も含めた公式戦出場辞退。ただし、協会判断によりA残留。
- 2011年の早稲田・明治・筑波は同率2位。一橋・上智・武蔵は同率5位。
- 2012年の筑波・帝京・明治は同率1位。東大と一橋は同率6位。
- 2013年の慶應・筑波は同率3位。明治・青学は同率5位。上智と成城は同率7位。
- 2015年の帝京・明治は同率1位。早稲田・慶應は同率4位。成城・一橋・武蔵は同率3位。東大と学習院は同率6位。
- 2017年の明治・慶應・早稲田は同率2位。武蔵・明治学院・一橋は同率2位。
- 2018年の帝京・早稲田は同率1位。慶應・明治は同率3位。
- 2020年のBグループは、8チームを2ブロックにし、各ブロックで総当たり戦を行い、各ブロックの同順位同士で試合を行い、順位を決定する「リーグ2ブロック+順位決定方式」とされた。（A・B入替戦は新型コロナウイルスによる影響により全試合が実施されなかったため未開催）